# Daumantas de Lituanie
Daumantas ou Dovmont est un grand-duc de Lituanie entre 1282 et 1285. Daumantas n'est mentionné qu'une seule fois dans les chroniques et, en l'absence de toute autre preuve, est présumé être un grand-duc ayant régné brièvement après la mort de Traidenis en 1281 ou 1282. On suppose que Daumantas est remplacé par le grand-duc Butigeidis vers 1285. La nature des liens entre Traidenis, Daumantas et Butigeidis est inconnue.

## Biographie
La période entre 1281-1282 (mort de Traidenis) et 1289 (règne de Butigeidis) est l'une des périodes les moins documentées de l'histoire de la Lituanie. La seule information connue sur le grand-duc de Lituanie pendant cette période date de 1285. Sept chroniques russes rapportent la même brève histoire : en mars ou en août 1285, les Lituaniens, dirigés par le grand-duc Daumantas, attaquent le domaine de Siméon, évêque de Tver. En particulier, les Lituaniens attaquent le volost d'Olechnia de la principauté de Tver. L'emplacement du volost d'Olechnia est inconnu, mais les historiens émettent trois hypothèses : Vladimir Borzakovski plaide pour le village d'Alechevo près de Zoubtsouv, Vladimir Kouchkine pour la zone située entre les rivières Chechma (ru) et Vazouza, l'historien local Leletski pour la zone autour de la rivière Alechnia (ru) (affluent de la Gjat). Un jour avant la fête de la Transfiguration (6 août), l'armée lituanienne est battue par les forces unies de Tver, Moscou, Volokolamsk, Torjok, Dmitrov, Zoubtsov et Rjev. Quatre chroniques mentionnent que Daumantas est fait prisonnier, tandis que d'autres indiquent sa mort. Ce sont toutes les informations disponibles sur Daumantas. 
La raison de l'invasion de Tver par Daumantas n'est pas connue. Les chroniques mentionnent un autre raid des Lituaniens vers la République de Novgorod pendant l'hiver 1285, mais il est possible que les dates aient été confondues et que le raid ait eu lieu avant l'invasion de Daumantas. Ces deux raids sur les terres russes illustrent une nouvelle orientation des intérêts lituaniens : en effet, le précédent grand-duc, Traidenis, s'était concentré sur les territoires de l'Ordre de Livonie, de la Ruthénie noire et de la Galice-Volhynie. Les historiens ont tenté de placer ces deux raids dans le contexte de la rivalité fraternelle au sein de la république de Novgorod entre Dimitri Ier et André III, les fils d'Alexandre Nevski, ou encore de la montée sur le trône de Tver de Miichel III, âgé de quatorze ans, mais aucune conclusion définitive ne peut être formulée en raison du manque de sources écrites. 